# トミ・ホルヴァト
トミ・ホルヴァト（Tomi Horvat、1999年3月24日 - ）は、スロベニア・ムルスカ・ソボタ出身のサッカー選手。SKシュトゥルム・グラーツ所属。ポジションはMF。

## クラブ経歴
NDムラ05やNKマリボルの下部組織を経て、2018年7月21日、1.SNLのNKトリグラフ・クラーニ戦にて、NSムラでのプロデビューを果たした。
2022年6月2日、オーストリア・ブンデスリーガのSKシュトゥルム・グラーツに移籍し、3年契約を結んだ。

## 代表経歴
2022年3月29日、カタール代表との親善試合でスロベニア代表での初キャップを記録した。
UEFA EURO 2024に選出

## タイトル
シュトルム・グラーツ
- オーストリア・カップ : 1回 (2022-23)